# Yarang (huyện)
Yarang (tiếng Thái: ยะรัง) là một huyện (amphoe) của tỉnh Pattani, phía nam Thái Lan.

## Lịch sử
Trụ sở huyện cũ nằm ở Ban Ano Bulo, Tambon Yarang. Tuy nhiên do vị trí này hàng năm bị lụt lội nên trụ sở đã được dời đến Ban Bin Ya Limo ngày 10 tháng 2 năm 1930. Trụ sở huyện hiện nay được khai trương ngày 22 tháng 9 năm 1996.

## Địa lý
Các huyện giáp ranh (từ phía nam theo chiều kim đồng hồ) là Raman và Mueang Yala của tỉnh Yala, Mae Lan, Nong Chik, Mueang Pattani, Yaring, Mayo và Thung Yang Daeng của tỉnh Pattani.

## Hành chính
Huyện này được chia thành 12 phó huyện (tambon), các đơn vị này lại được chia ra thành 72 làng (muban). Yarang là một thị trấn (thesaban tambon) là một phần của tambon Yarang and Pitu Mudi. Có 12 Tổ chức hành chính tambon.
| STT | Tên        | Tên tiếng Thái | Số làng | Dân số |  |
| --- | ---------- | -------------- | ------- | ------ |  |
| 1.  | Yarang     | ยะรัง           | 6       | 9.986  |  |
| 2.  | Sadawa     | สะดาวา         | 8       | 7.326  |  |
| 3.  | Prachan    | ประจัน          | 9       | 7.396  |  |
| 4.  | Sano       | สะนอ           | 4       | 5.023  |  |
| 5.  | Rawaeng    | ระแว้ง          | 6       | 4.247  |  |
| 6.  | Pitu Mudi  | ปิตูมุดี           | 5       | 5.633  |  |
| 7.  | Wat        | วัด             | 5       | 4.821  |  |
| 8.  | Krado      | กระโด          | 5       | 4.536  |  |
| 9.  | Khlong Mai | คลองใหม่        | 6       | 4.955  |  |
| 10  | Mo Mawi    | เมาะมาวี        | 6       | 10.137 |  |
| 11. | Kolam      | กอลำ           | 5       | 5.900  |  |
| 12. | Khao Tum   | เขาตูม          | 7       | 13.810 |  |